# Inscripció de la ciutadella d'Amman
La Inscripció de la ciutadella d'Amman és la inscripció més antiga coneguda en llengua ammonita. Fou descoberta al 1961 a la ciutadella d'Amman i la publicà per primera volta íntegrament, el 1968, Siegfried Horn. La inscripció es troba ara al Museu Arqueològic de Jordània. En el moment del descobriment era la tercera inscripció semítica en pedra més extensa mai trobada en l'àrea de Palestina i Jordània, després de l'Estela de Mesa i la Inscripció de Siloé. Se'n coneix també com a KAI 307.

## Descripció
La inscripció està gravada en un bloc de pedra calcària blanca d'uns 26 × 19 cm, amb algunes parts de la inscripció perdudes. La majoria de les lletres són ben visibles, i la pedra té poca erosió, segurament perquè no va estar pas exposada als elements.
La inscripció té vuit línies. Als costats esquerre i dret manquen parts, i la línia inferior no sembla ser el final del text. Sembla que la línia superior sí és el començament de la inscripció, perquè en té un espai per sobre.
En les vuit línies apareixen 93 caràcters, que s'interpreten com en unes 33 paraules. La grandària i la forma de les lletres varien considerablement, i això indica que la inscripció procedeix d'un escriba novell. Moltes lletres tenen formes inusuals, com ara la hēt, que té únicament dos travessers, enfront dels tres habituals (𐤇), semblant a l'Estela de Moab. La tet és solament un travesser en cercle —en lloc de l'habitual 𐤈—, i l'ayin està lleugerament obert cap amunt —𐡏 en lloc de 𐤏—, la qual cosa ocorre en les inscripcions fenícies a partir del segle v. Una forma notablement diferent també mostra la tsade, que, tanmateix, també té un ampli ventall de formes en les altres inscripcions de l'àrea. A causa dels paral·lels, la inscripció està datada paleogràficament al voltant del 800 abans de la nostra era, o uns 50 anys ae.
S'entén que és una inscripció de construcció, tot i que, pel seu caràcter fragmentari, la traducció continua sent incerta. La reconstrucció de William Fulco suposa que el text es refereix a la deïtat principal ammonita, Milcom, inserint-hi una lletra que hi manca per a formar el nom.

## Text
| Text                                                    | [… מ]לכם . בנה . לך . מבאת . סבבת] [… ][ … ] . ככל . מסבב . עלך . מת . ימתן [… ]כחד . אכחד[ ] וכל . מערב [… ] ובכל . סדרת . ילנן . צדק[ם … ][… ] ל . תדלת . בטן כרה [ … ][ … ]ה תשתע . בבן . אלם[ … ]ושלוה ונ[ … ][… ]שלם לה וש[ … ] |
| Transliteració                                          | […m]lkm.bnh.lk.mb’t.sbbt[…][…]kkl.msbb. ‘lk.mt.ymtn[…][…]kḥd.’kḥd.wkl.m‘rb[…][…]wbkl.sdrt.ylnn.ṣdqm[…][…]l.tdlt.bṭn.krh[…][…][…]h.tšt‘.bbn.’lm[…][…]wšlwh.wn[…][…]šlm.lh.wš[…] |
| Traducció a l'anglés (i català) per William Fulco, 1978 | […Mi]lkom, he has constructed for you the precinct entrances[…] […]that all who threaten you shall surely die[…] […]I shall surely destroy, and all who enter[…] […]and amidst all its columns the just shall resideix[…][…] there will hang from its doors an ornament[…] […]ill be offered within its portic[…] […]and safety[…] […]peace to you and pe[ace…] (Milkom us ha construït les entrades del recinte[…] […]que tots els qui us amenacen segurament moriran […], jo destruiré, i tots els qui entren […] i entre totes les seues columnes els justos. resideix[…][…] hi penjarà de les seues portes un adorn[…] […]s'oferirà dins del seu pòrtic[…] […]i seguretat[…] […]pau a vosaltres i pau… ] |